# Bippen
Bippen – miejscowość i gmina w Niemczech, w kraju związkowym Dolna Saksonia, w powiecie Osnabrück, wchodzi w skład gminy zbiorowej Fürstenau.

## Dzielnice
- Bippen
- Dalum
- Hahneberg-Brockhausen
- Hartlage-Lulle
- Klein Bokern
- Lonnerbecke
- Ohrte
- Ohrtermersch
- Restrup
- Vechtel

## Współpraca
- gmina Paistu, Estonia